# Tit Lucreci Triciptí
Tit Lucreci Triciptí (en llatí: Titus Lucretius T. F. Tricipitinus) va ser un magistrat romà, escollit cònsol de la República Romana (508-504 aC) juntament amb Publi Valeri Publícola I.

## Biografia
Pertanyia a la Gens Lucrècia, una de les famílies responsables de l'acabament de la monarquia, entre altres motius per la violació de Lucrècia, l'esposa de Luci Tarquini Col·latí.
En acabar la monarquia i morir el principal dels conjurats Luci Juni Brut en la batalla de Silva Arsia contra Aruns, el senat va oferir el govern a Tarquini Col·latí, però aquest va rebutjar el càrrec per por que el relacionessin amb la família dels Tarquinis que tant s'havien fet odiar durant la monarquia. Llavors van aclamar a Publi Valeri Publícola I, d'on li ve el seu sobrenom (publicola vol dir aclamat pel poble), però en aquell moment els va arribar la notícia que els etruscs, moguts pel l'antic rei en l'exili, els volien atacar. Publi Valeri es va adonar que no podia fer front al govern tot sol i va demanar eleccions democràtiques. El poble el va escollir formalment juntament amb Tit Lucreci Triciptí per un govern que havia de durar quatre anys.
Es van enfrontar als etruscs que anaven dirigits per Porsenna, preparant una emboscada en la qual col·laborava Tit Hermini Aquilí i van aconseguir guanyar-los. Probablement va ser ferit en batalla.
A les eleccions del 504 aC va tornar a ser escollit cònsol juntament amb Publi Valeri Publícola I. Durant aquell temps alguns nens van néixer deformats i els cònsols van ordenar que es consultessin els llibres sibil·lins per esbrinar si es tractava d'un mal presagi. Es va decidir fer ofrenes al déu Vulcà i tornar a instaurar els jocs.
Van haver de pujar les taxes per a la despesa militar, ja que novament van entrar en guerra, aquesta vegada contra els sabins, als quals també van derrotar.
No hi han dades exactes sobre la seva mort, però devia ser aquell mateix any o bé es va retirar per les ferides de guerra, ja que el seu nomenament no va durar els quatre anys previstos sinó que va ser substituït l'any 503 aC per Publi Postumi Tubert.

## Diferents versions
Hi ha algunes petites diferències entre les narracions històriques antigues.
Dionís d'Halicarnàs situa la invasió de Porsenna el 507 aC i considera a Triciptí un general dels que lluitaven a les ordes dels cònsols d'aquell any. Titus Livi el fa cònsol el 507 aC sense indicar el nom (només Lucreci Triciptí) junt amb Publi Valeri Publícola, però els Fasti i Dionís d'Halicarnàs donen com a col·lega a Marc Horaci Púlvil.